# مادالوني
مادالوني (بالإيطالية: Maddaloni)‏ مدينة إيطالية في مقاطعة كازيرتا ضمن إقليم كامبانيا جنوب البلاد، تقع على بعد حوالي 5 كم جنوب شرق مدينة كازيرتا. يبلغ عدد سكانها 38,150 ومساحتها 36 كم ².

## السكان
في سنة 1861 بلغ عدد السكان 19٬418 نسمة، وتطور العدد ليصل في سنة 2011 لـ 39٬409 نسمة.
يظهر هذا المخطط البياني تطور النمو السكاني لـ مادالوني

## أعلام
- ريكاردو روسو
- ستيفانو جنتيلي
- أليساندرو جالانت
- بيترو فارينا
- سالفاتوري مارغريتا